# 千羽鶴 (小說)
千羽鶴（日语：／ senbazuru），又譯千只鶴，日本小說家川端康成作品，全書共分為五個部分，依序是千羽鶴、林中落日、志野瓷、母親的口紅與雙重星。在《千羽鶴》這部小說中川端藉茶道反映出日本人心理。
《千羽鶴》與《雪国》、《古都》這三部中篇小說，於1968年獲得諾貝爾獎委員會審核通過，由於以豐富的感情、高超的敘事性技巧、並以非凡之敏銳表現了日本人內在精神的特質，據以頒給川端康成諾貝爾文學獎。

## 故事概要
透過是茶道大師菊治在父親死後，為了尋找父親的形影，與父親生前的情婦太田夫人發生關係，事後太田夫人深感內疚，認為自己罪孽深重而自殺了。後來菊治對太田夫人的思戀之情轉移到她女兒文子身上，父親另一個情婦栗本智佳子則想搓合菊治和自己的徒弟稻村雪子，這時文子卻悄悄地離開了菊治，最後菊治甩開栗本智佳子的糾纏，出門找尋文子。

## 評價
日本評論家山本健吉說：「讀這篇小說，令人要問，究竟主角是太田夫人呢？抑或是志野的茶杯呢？好像是茶杯的妖精那樣，太田夫人冒出一種妖氣。夫人死後，菊治想要想起夫人的肉體，但是甦生出來的，好像只有陶醉於香味的觸覺而已。」